# Застава М93
Застава M93 «Чёрная стрела» (серб. Црна Стрела) — сербская крупнокалиберная снайперская винтовка.

## История
Винтовка была разработана в первой половине 1990х годов, однако распад Югославии и бомбардировки НАТО осложнили положение в стране и замедлили освоение производства М93 на заводе «Застава» в городе Крагуевац и их выпуск для вооруженных сил. Даже в декабре 2003 года винтовка выпускалась небольшими партиями.

## Описание
Для стрельбы из М93 применяются винтовочные патроны калибра 12,7×99 мм (12,7×108 мм у экспортной модификации). Технически представляет собой 5-зарядную винтовку с продольно-скользящим поворотным затвором. Подача патронов при стрельбе производится из отъёмных коробчатых магазинов ёмкостью 5 патронов.
Устройство M93 основано на немецкой винтовке Маузер 98.
M93 комплектуется оптическим прицелом фиксированной кратности.

## Варианты и модификации
- Застава М12 «Црно копље» — дальнейшее развитие Застава M93.

## Страны-эксплуатанты
- Азербайджан[2]
- Армения — в 2007 году 250 шт. закуплено в Сербии[3], в октябре 2016 года было объявлено, что армянская компания «Aspar Arms» их модернизирует (на винтовки будут установлены прицельная планка Пикатинни и более современные импортные прицелы)[4]. Используются в вооружённых силах[5]
- Босния и Герцеговина[6]
- Индонезия[7]
- Иордания[7]
- Северная Македония[8]
- Сербия — первые винтовки поступили в войска в 1998 году[9]